# Julius Oscar Brefeld
Julius Oscar Brefeld ( 19 de agosto de 1839 – 12 de enero de 1925) fue un botánico, micólogo alemán, aborigen de Telgte. Estudió farmacia en Heidelberg y Berlín, y después se convirtió en asistente de Anton de Bary, en la Universidad de Halle. En 1878, fue profesor de botánica en la Academia de Silvicultura de Eberswalde, y en 1882 lo fue en la Universidad de Münster, así como director de sus Jardines botánicos. En 1898, sucedió a Ferdinand Cohn como profesor en la Universidad de Breslau.
En 1898, fue afectado por glaucoma, quedando absolutamente ciego. En 1909, sus problemas oculares hicieron que se retirase de la Universidad.
Fue un prolífico autor de obras en el ámbito de la micología, siendo recordado por sus escritos acerca de la naturaleza parasitaria de los hongos, y royas. Fue pionero en las técnicas de cultivo en el crecimiento de hongos, y se acredita con la nomenclatura de varios géneros y especies de hongos.
Originalmente fue continuador de Anton de Bary, pero más tarde Brefeld estuvo en desacuerdo con ese afamado botánico respecto de la naturaleza sexual de los fungi.

## Honores

### Epónimos
género de hongos
- (Stemonitaceae) Brefeldia

especies fanerógamas
- (Theaceae) Adinandra brefeldii Koord.[1]

## Algunas publicaciones
- 1872 - 1881. Botanische Untersuchungen über Schimmelpilze (Estudios Botánicos de setas)
- 1874. Traité de botanique conforme à l'état présent de la science. Ed. F. Savy. 1.120 pp.
- 1874. Botanische Untersuchungen über Schimmelpilze: Die Entwicklungsgeschichte von Penicillium (Estudios Botánicos en hongos: Historia del Penicillium)
- 1875. Text-book of botany, morphological and physiological (Libro de texto de botánica, morfológicos y fisiológicos). 858 pp.
- 1877. Botanische Untersuchungen über Schimmelpilze: Basidiomyceten (Estudios Botánicos en hongos: Basidiomycetes)
- 1881. Botanische Untersuchungen über Hefenpilze: Die Brandpilze (Estudios Botánicos de levaduras de fungi: las royas)
- 1883. Botanische Untersuchungen über Hefenpilze (Estudios Botánicos de levaduras)
- 1884 - 1912) Untersuchungen aus dem Gesammtgebiete der Mykologie (Examinaciones en el campo de la micología). 15 vols.
- 1888. Untersuchungen aus dem Gesammtgebiete der Mykologie: Basidiomyceten II: Protobasidiomyceten Studies (Estudios en el campo de la miología: Basidiomycetes II: Protobasidiomycetes)
- 1889. Untersuchungen aus dem Gesammtgebiete der Mykologie: Basidiomyceten III: Autobasidiomyceten und die Begründung des natürlichen Systemes der Pilze - (Estudios en el campo de la micología: Basidiomycetes III: Autobasidiomycetes y la fundación de un sistema natural taxonómico de setas)
- 1895. Untersuchungen aus dem Gesammtgebiete der Mykologie: Hemibasidii: Brnadpilze III (Estudios en el campo de la micología: Hemibasidii: - Royas III)
- 1895. Untersuchungen aus dem Gesammtgebiete der Mykologie: Die Brandpilze II (Estudios en el campo de la micología: Royas II)
- 1905. Untersuchungen aus dem Gesammtgebiete der Mykologie: Brandpilze (Hemibasidii) IV (Estudios en el campo de la micología: Royas (Hemibasidii IV)
- 1912. Untersuchungen aus dem Gesammtgebiete der Mykologie: Die Brandpilze V (Estudios en el campo de la micología: Royas V)

- La abreviatura «Bref.» se emplea para indicar a Julius Oscar Brefeld como autoridad en la descripción y clasificación científica de los vegetales.[2]